# Christian Hein
Christian Hein (Alemania, 6 de septiembre de 1982) es un nadador alemán retirado especializado en pruebas de larga distancia en aguas abiertas, donde consiguió ser subcampeón mundial en 2003 en los 5 y 10 km en aguas abiertas.

## Carrera deportiva
En el Campeonato Mundial de Natación de 2001 celebrado en Barcelona (España), ganó la medalla de plata en los 5 km en aguas abiertas, tras el ruso Evgeni Kochkarov  y por delante de otro ruso, el nadador Vladimir Dyatchin; y también ganó medalla de plata en los 10 kilómetros aguas abiertas, tras Vladimir Dyatchin y por delante del español David Meca.